# モーリス・パトロニエ・ド・ガンディヤック
モーリス・パトロニエ・ド・ガンディヤック（Maurice Patronnier de Gandillac，1906年2月14日 - 2006年4月18日）は、フランスの哲学者、哲学史家。数十年にわたりパリ大学で教鞭をとり、フランスの哲学者に大きな影響を与えた。

## 略歴
モーリス・ド・ガンディラックはリセ・ルイ＝ル＝グラン高等学校のグランゼコール準備級でサルトルと同級生であった（シモーヌ・ド・ボーヴォワールは回顧録で彼をピエール・クレローと呼んでいる）。優秀な学生であった彼はニーチェを紹介され、ニーチェのトマス主義に対抗した。また、エティエンヌ・ジルソンにルネサンスの哲学者ニコラウス・クザーヌスを紹介され、1941年に論文を執筆した。
モーリス・ド・ガンディヤックは、ヴァルター・ベンヤミンの最初のフランス語翻訳者でもある。
2005年6月、テクスティクスの創始者であり、2005年7月にも参加したセリジーの会合の常連であるジャン・リカルドゥーとともに、『Bestiaire latéral』という詩集を出版した。

## 著書
- 「ニコラウス・クザーヌスの哲学」、1941年
- プロティノスの知恵 パリ、アシェット社、1952年
- ダンテ、セゲルス、1968年